# Paul Pena
Paul Pena (26 de enero de 1950 - 1 de octubre de 2005) fue un cantante, compositor y guitarrista de ascendencia caboverdiana.
Su música de la primera mitad de su carrera cubrió estilos musicales como el Delta blues, jazz, morna, flamenco, folk y rock and roll. Pena es probablemente más conocido por escribir la canción "Jet Airliner", uno de los mayores éxitos de la Steve Miller Band de 1977 y un ejemplo de rock clásico; así como por aparecer en la película documental Genghis Blues de 1999, en la que hizo gala de sus habilidades en la música vocal conocida como Xöömej.

## Carrera musical
En febrero de 1969, la banda de Pena tocó durante una semana en The Electric Factory en Filadelfia, Pensilvania, actuando dos veces como teloneros tanto de Frank Zappa and the Mothers of Invention como The Grateful Dead. Pena actuó en el taller de compositor contemporáneo en el Festival Folk de Newport el mismo año. También tocó en la banda de blues de T-Bone Walker durante la década de 1970, incluyendo una aparición en el Festival de Jazz de Montreux en 1972. Colaboró en el álbum debut de Bonnie Raitt tocando el bajo y como parte de los coros de la grabación.

## Discografía (álbumes de estudio)
- Paul Pena  lanzado en 1972 por Capitol Records (relanzado en formato mp3 en 2011 y disponible en amazon.com y iTunes).
- New Train  grabado en 1973, lanzado en 2000 por Hybrid Recordings.
- Deep in the Heart of Tuva: Cowboy Music From the Wild East, (varios artistas) editado en 1996 por Ellipsis Arts.
- Genghis Blues (no con fundir con la película del mismo nombre), primeramente editado en 1996 por TuvaMuch Records, relanzado con temas adicionales en el año 2000 por Six Degrees Records.